# Walter Dönicke

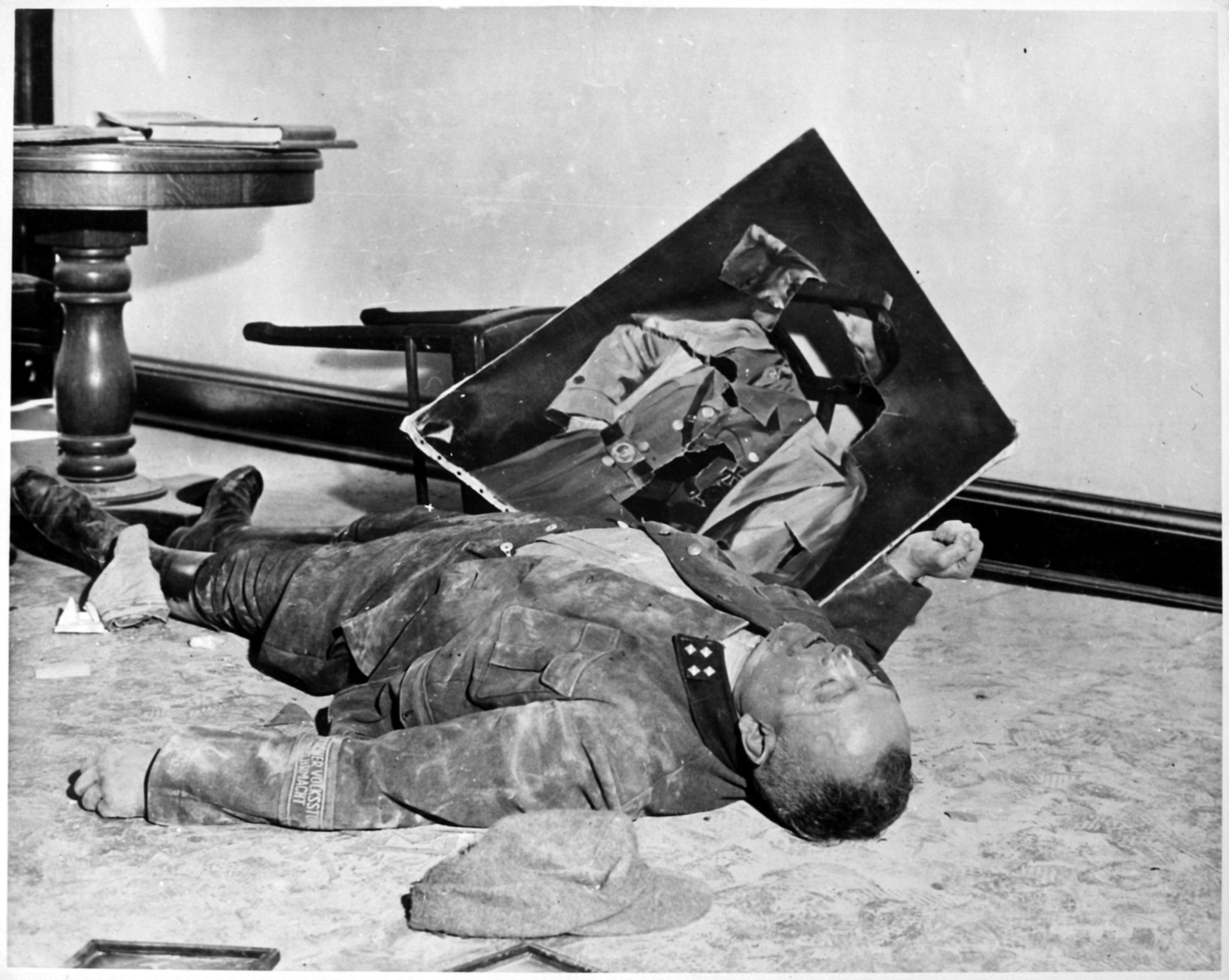
Der tote Walter Dönicke in der Uniform eines Volkssturm-Bataillonsführers nach seinem Suizid im Leipziger Neuen Rathaus am 19. April 1945

Kurt Walter Dönicke (* 27. Juli 1899 in Eisenach; † 19. April 1945 in Leipzig) war ein deutscher Kommunalpolitiker (NSDAP) und Bürgermeister der Stadt Leipzig.

## Biografie
Walter Dönicke war Sohn des Eisenacher Werkmeisters Otto Dönicke. Im Jahr 1902 zog seine Familie nach Leipzig. Nach dem Schulbesuch an einer Leipziger Bürgerschule und der Städtischen Gewerbeschule erlernte Dönicke von 1914 bis 1917 den Beruf des Tischlers. Von 1917 bis 1918 diente er an der Westfront beim Infanterie-Regiment „Prinz Johann Georg“ (8. Königlich Sächsisches) Nr. 107 und bei der 58. Infanterie-Division. Anschließend arbeitete er bis 1929 als Tischlergehilfe.
Zum 20. Juli 1925 trat er in die NSDAP ein (Mitgliedsnummer 11.133), ein Jahr später wurde er mit der Leitung der NSDAP-Ortsgruppe Leipzigs betraut. Zum 1. April 1927 wurde er Kreisleiter, 1929 wurde er in den Sächsischen Landtag berufen. 1932/1933 war er Stadtverordneter in Leipzig, 1933 wurde er Landtagspräsident und Staatskommissar für die Kreishauptmannschaft Leipzig. In den kommenden Jahren wurde Dönicke Mitglied in weiteren nationalsozialistischen Organisationen, z. B. im Volkssturm, im NS-Fliegerkorps, in der Nationalsozialistischen Volkswohlfahrt, in der SA und im Reichsluftschutzbund sowie als Volkstumsbeauftragter im Heimatwerk Sachsen.
Von 1933 bis 1937 war Dönicke Kreishauptmann in Leipzig. Als solcher wurde er am 9. November 1936 zum Standartenführer befördert und dem Stab der SA-Gruppe Sachsen zugeteilt.
Nach dem Rücktritt des Leipziger Oberbürgermeisters Carl Friedrich Goerdeler im November 1936 wurde die Stelle am 10. Februar 1937 gemäß der Deutschen Gemeindeordnung zunächst öffentlich ausgeschrieben. Dönicke wurde auf Wunsch des Leipziger Ratskollegiums nach Beratungen mit dem Leiter des Amtes für Kommunalpolitik im NSDAP-Gau Sachsen Erich Kunz durch den Reichsinnenminister Wilhelm Frick zum Oberbürgermeister berufen. Er wurde am 12. Oktober 1937 durch den sächsischen Ministerpräsidenten und Reichsstatthalter Martin Mutschmann in das Amt des Oberbürgermeisters von Leipzig eingewiesen. Seine Funktion als NSDAP-Kreisleiter gab er an den bisherigen Gauinspektor Ernst Wettengel kommissarisch ab.
In Dönickes Amtszeit fielen unter anderem die Ernennung Leipzigs zur Reichsmessestadt (20. Dezember 1937), der Baubeginn für den Leipziger Hafen (27. Mai 1938) sowie die Eröffnung der ersten Leipziger Oberleitungsbus-Strecke (29. Juli 1938).
Sein kommissarischer Amtsvorgänger und -nachfolger Rudolf Haake betrieb während der Regierungszeit Dönickes als Oberbürgermeister erfolgreich dessen Amtsenthebung, indem er dessen Unfähigkeit zur Amtsführung bei der NSDAP-Führung meldete. Hinzu kam, dass sich Dönicke selbst bei Adolf Hitler persönlich unbeliebt machte. Bei dessen letztem offiziellen Besuch in Leipzig am 26. März 1938 übergab ihm Dönicke im Rahmen der Festveranstaltung für den Eintrag in das Goldene Buch der Stadt ein vermeintlich originales Autograph der Tannhäuser-Partitur von Richard Wagner, bei dem es sich aber lediglich um ein Dresdener Steindruck-Faksimile aus dem Uraufführungsjahr 1845 handelte. Hinzu kam, dass Dönicke seine Festrede in tiefstem sächsischen Dialekt hielt, welche Hitler später sogar mehrmals in engstem Kreis parodierte. Auch Hitler wies Mutschmann auf die Überforderung Dönickes für das Leipziger Oberbürgermeisteramt hin. Am 11. Oktober 1938 wurde Walter Dönicke als Oberbürgermeister abgesetzt; gleichzeitig verlor er fast alle staatlichen und Parteifunktionen.
Nach dem Einmarsch der US-amerikanischen Truppen in die Stadt Leipzig kapitulierte das Neue Rathaus am 19. April 1945. Im Angesicht dessen nahm sich Walter Dönicke, der zu dem Zeitpunkt Mitglied im Volkssturm-Kreisstab war, im Neuen Rathaus gemeinsam mit dem stellvertretenden NSDAP-Kreisleiter Willy Wiederroth und dessen Kreisamtsleiter SA-Standartenführer Carl Strobel das Leben.